# Yuko Ogura
Yuko Ogura, 小倉優子, född 1 november 1983 i Mobara, Japan, är en japansk fotomodell och en av de mest kända så kallade "japanska idolerna". Hon baserar sin berömmelse på kawaii-looken.